# 가이조촌
가이조촌(海蔵村)은 미에현 미에군에 있던 촌이다. 현재 욧카이치시 중심부의 북쪽, 가이조강의 하구 양안, 미타키강 하구 왼쪽 강변에 해당한다.

## 역사
- 1889년 4월 1일 - 정촌제 시행에 의해 미에군 가이조촌이 성립하였다.
- 1930년 1월 1일 - 욧카이치시에 편입해, 동일 가이조촌은 폐지되었다.

## 교통

### 철도
- 이세전기철도
  - 본선 (현 긴테쓰 나고야선)

구촌은 철도성 간사이 본선이 통과하지만 역은 소재하지 않았다.

### 도로
- 국도 제1호선

## 참고문헌
- 가도카와 일본 지명 대사전 24 三重県